# Combat First Responder
Der Combat First Responder (CFR) ist die sanitätsdienstliche Ausbildung von Spezialkräften und spezialisierten Kräften der Bundeswehr für die Verwundeten-Erstversorgung im Gefecht insbesondere ohne Anschluss an den eigenen Sanitätsdienst und der Übernahme von Verwundeten auf dem Gefechtsfeld. Die Ausbildung zum CFR erfolgt in den Ausbildungsstufen „A“ und „B“ am Ausbildungszentrum Spezielle Operationen in Pfullendorf und unterscheidet sich inhaltlich von der Ausbildung zum Einsatzersthelfer (EH-A/B) durch operativ-taktische Vorgehensweisen von spezl Kr und SpezKr. Die Ausbildung ist in aufeinander aufbauenden Qualifikationsebenen (I – VI) gegliedert.

## Combat First Responder A
Die Ausbildung „CFR A“ mit 67 Ausbildungsstunden in acht Tagen ist geringfügig umfangreicher, entspricht aber der Ausbildung „Einsatzersthelfer B“ mit 53 Ausbildungsstunden in acht Tagen. Die Ausbildung CFR A ist an die taktischen Besonderheiten von Einsätzen der spezl Kr und SpezKr angepasst und stellt die Qualifikationsebene I dar.
EH-B und CFR A beherrschen nachfolgende erweiterte Kenntnisse und Fertigkeiten:
- erweiterte Befähigung zum schnellen Bewerten der Verwundungs-/Verletzungsschwere,
- Blutstillung unter Gefechtsbedingungen,
- Maßnahmen zur Schockprophylaxe und -behandlung inklusive periphervenöser und intraossärer Zugänge,
- Freimachen und Sicherung der Atemwege mittels Naso-/Oropharyngealtubus,
- erweiterte Versorgung traumatologischer Verletzungsmuster unter Gefechtsbedingungen,
- Versorgung von Thoraxverletzungen, auch unter Anwendung von Nadelentlastungspunktion bei Spannungspneumothorax,

Die Ausbildung der CFR A umfasst folgenden Zusätze
- taktische Verwundetenversorgung TCCC,
- Versorgung von Verwundeten unter besonderen Gefechts- und Einsatzbedingungen.

## Combat First Responder B
„CFR B“ verfügen in der Qualifikationsebene II nachfolgende Kompetenzen gemäß Algorithmus/Schema für nichtärztliches Personal:
- parenterale Analgosedierung mittels Autoinjektor, Anaphylaxietherapie, Volumenersatzmittel,
- antibiotische Infektprophylaxe,
- Anwendung von Antiemetika,
- orale Gabe von Arzneimittel (z. B. Antidiarrhoika, Antiallergika),
- Akutbehandlung von Bronchialobstruktion mittels inhalativer Medikamente,
- Notfallkoniotomie,
- Atemwegsmanagement mittels supraglottischer Atemwegshilfen,
- CASEVAC-Care (Land-/Lufttransport) und Patiententransportbegleitung.

Die Lehrgangsinhalte der Sanitätsausbildung für Spezialisierte Kräfte werden in 173 Stunden an 22 Tagen vermittelt.

## Combat First Responder C
Neben der Ausbildung zum „CFR B“ in 173 Stunden durchlaufen „CFR C“ (Qualifikationsebene III) den viermonatigen Lehrgang Einsatzsanitäter, der fachlich der Qualifikationsstufe des Rettungssanitäters im zivilen Bereich gleichzusetzen ist. Dementsprechend umfasst die Ausbildung eine siebenwöchige Theorieschulung, zusätzliche Praktika in einer Klinik sowie im Rettungsdienst und einen Abschlusslehrgang mit Prüfung. Die zivile Ausbildung zum Rettungssanitäter wird unter der ATN 1001369 (Rettungssanitäter) als Grundlage für die weitere Ausbildung anerkannt.
CFR C sind befähigt folgende Maßnahmen durchzuführen
- Assistenzhandlungen für Notärzte und Notfallsanitäter unter erschwerten Bedingungen im Einsatz,
- erweiterte Versorgung während des Patiententransports unter Monitoring der Vitalfunktionen und Gabe von Sauerstoff,
- präklinische Akutbehandlung lebensbedrohlicher nicht traumatologischer Erkrankungen.

## K9-CFR
Die Ausbildung zum „K9-CFR“ vermittelt Kenntnisse und Fähigkeiten, um die taktische und präklinische Erstversorgung des Diensthundes bei Verwundung oder bei akut lebensbedrohlich auftretender Erkrankungen im Einsatz zeitlich begrenzt bis zur Übergabe an Veterinärpersonal sicherzustellen und mit diesen im Rahmen der Rettungskette zusammenzuarbeiten.